# 拉玛·亚德

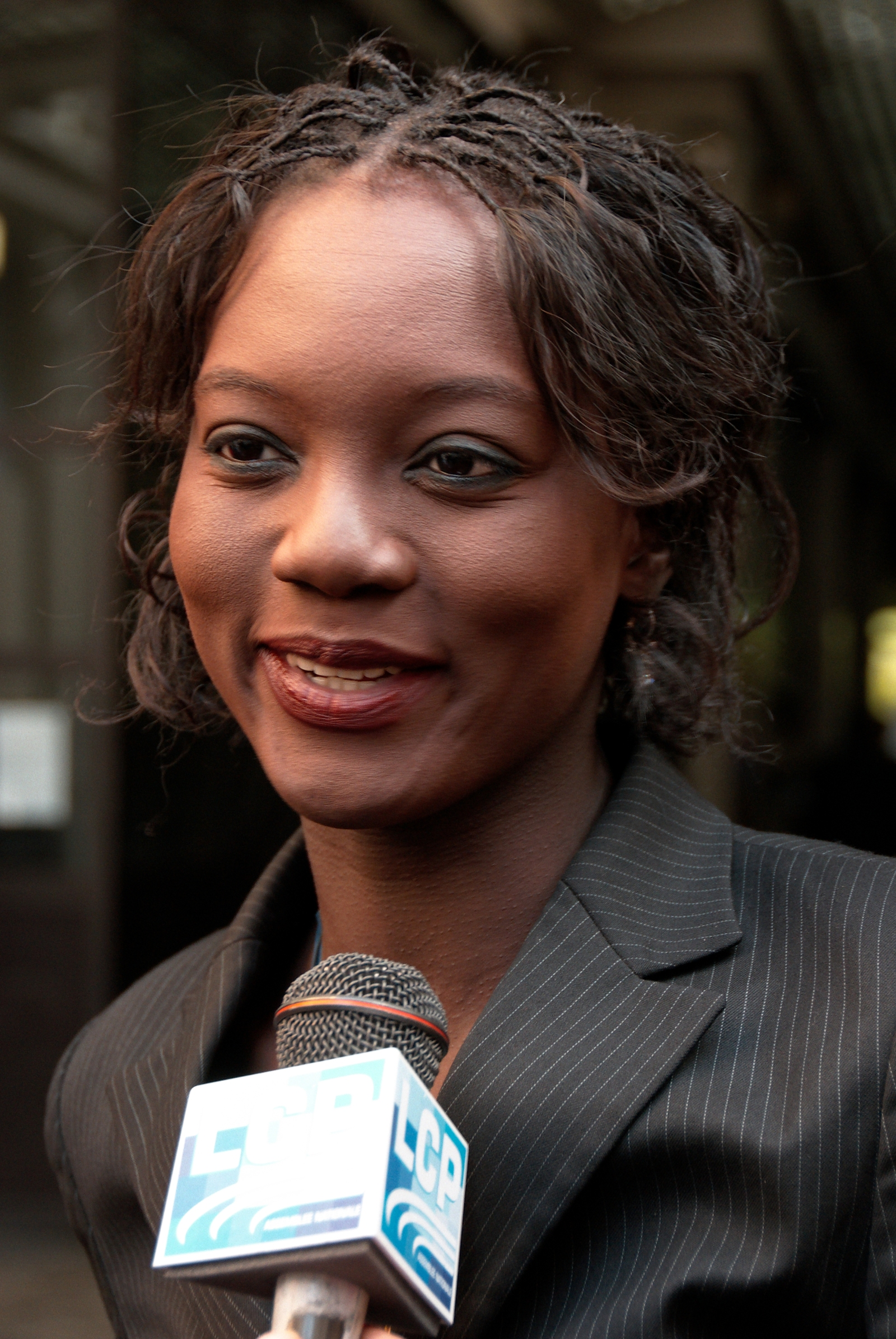
哈玛·亚德

拉玛·亚德（1976年12月13日—，Rama Yade），法国黑人女政治家，曾任外交和人权国务秘书，自2009年6月23日起，出任体育国务秘书。2010年11月14日，總理弗朗索瓦·菲永第三次組閣時，因未被留任而離開政府。于2010年12月20日被任命为法国驻联合国教科文组织大使。

## 生平
拉玛于出生于塞内加尔首都达卡的一个富裕家庭，其父是外交家、社会党主席的特殊秘书，其母是教师。具有穆斯林家庭背景，她自己则在天主教中学接受教育，最后于2000年毕业于巴黎政治研究学院。
2002年她在法国参议院社会事务委员会任职，负责就业、职业培训和海外省事务。然后在参议院议员公共电视台（Chaîne parlementaire Public Sénat）工作，2005年初升为节目部副主任，后成为通讯部主任。
2005年加入人民运动联盟党（UMP），她曾短期加入社会党。她声称，加入联盟党，与其说是为了右派的价值观，不如说是因为萨科齐的个人魅力。2006年3月她成为联盟党提拔的12位女性之一，任负责法国海外法语区的全国秘书。2007年6月在总理菲佣调整阁员时，被任命为负责外交和人权事务的国务秘书，2009年6月被任命为体育国务秘书。
在2007年12月法国改善跟利比亚的关系时，她对卡达菲将军进行了猛烈地抨击，并称“法国不应该接受死亡之吻”。因此她被总统招到爱丽舍宫谈话，此后她作出如下表述：“我们希望通过对话使利比亚的人权状况得到改善，……这是我们国家的新对外政策，坚持原则，保护我们的利益，……跟所有的人对话。”
她受总统和党主席的委派，参加2008年的地方市政选举，但是她排在第三位的右派被联合的左派击败。此后，在总统要她参加巴黎地区的欧洲议会选举时，她却公然表示了不服从的意见。因为拉玛能发出不同的声音，所以很受法国人的喜爱，其民意支持度是政府成员中最高的，也可能是民意支持的关系，总统也没有因为她不听话而采取任何行动。
2009年4月8日，她开了自己的博客，她希望“没有过滤、没有中介，……交流、对话、讨论、告知、辩论，首先是关于法国人权和外交政策。”